# Austine Igbinosa
Austine Igbinosa, né le 19 décembre 1980, était un footballeur professionnel togolais. Il a joué comme milieu de terrain.

## Biographie
Igbinosa joue pour le club de football italien de la Reggiana. Il joue également en faveur du club polonais de Zagłębie Lubin, qui évolue dans l'Ekstraklasa, la première division du football polonais. Pendant son séjour avec Zagłębie Lubin, Igbinosa réalise deux apparitions en faveur de l'équipe. Austine Igbinosa est alors le premier footballeur togolais à jouer dans la ligue supérieure polonaise, l'Ekstraklasa,.